# Richard Jewell
Richard Allensworth Jewell (nacido Richard White) (17 de diciembre de 1962 - 29 de agosto de 2007) fue un guardia de seguridad y oficial de policía estadounidense famoso por su papel en el atentado frustrado, y por los sucesos posteriores, en el Parque Olímpico del Centenario durante los Juegos Olímpicos de Verano de 1996 en Atlanta, Georgia.
Mientras trabajaba como guardia de seguridad para AT&T, en conexión con los Juegos Olímpicos, descubrió una mochila que contenía tres bombas de tubo en los terrenos del parque. Jewell alertó a la policía y ayudó a evacuar el área antes de que explotara la bomba, salvando a muchas personas de lesiones o muerte. Inicialmente aclamado por los medios como un héroe, Jewell fue considerado sospechoso, y finalmente fue exonerado.
A pesar de que nunca fue acusado, fue sometido a un «juicio por los medios», que tuvo un costo en su vida personal y profesional. Jewell finalmente fue exonerado, y luego se descubrió que Eric Rudolph había sido el atacante. En 2006 el gobernador Sonny Perdue agradeció públicamente a Jewell en nombre del Estado de Georgia por salvar la vida de las personas en los Juegos Olímpicos. Jewell murió el 29 de agosto de 2007, a los 44 años, debido a una insuficiencia cardíaca por complicaciones de la diabetes mellitus.

## Biografía
Nació en Danville, Virginia el 17 de diciembre de 1962 y con el apellido White. Era hijo único y sus padres, Bárbara (Bobi) y Robert, se separaron cuando él tenía cuatro años. Hijo de Bobi, coordinadora de reclamaciones de una compañía de seguros, y Robert Earl White, que trabajaba para Chevrolet. Su madre se casó más tarde con John Jewell, un ejecutivo de esa compañía de seguros y compañero de trabajo; su padrastro lo adoptó después de la boda. Cuando Richard tenía 6 años, la familia se mudó a Atlanta. Fue educado con severidad y en la religión baptista.
Desde pequeño Richard siempre quiso ser policía pero determinados incidentes (a menudo acababa dejando los trabajos por llegar demasiado lejos en el trabajo policial) y sus problemas de sobrepeso lo condenaron a una serie poco exitosa de trabajos de seguridad y conserje.
Cuando sucedieron los atentados del 96, tenía 33 años y vivía solo con su madre. Posteriormente se casó con Dana Jewell y consiguió un puesto de policía en la comisaría de su estado.

## Atentados en Atlanta

### Acusación de poner una bomba durante los Juegos Olímpicos
El Centennial Olympic Park fue diseñado como la «plaza de la ciudad» de los Juegos Olímpicos, y miles de espectadores se habían reunido para un concierto tardío y una fiesta. En algún momento después de la medianoche del 27 de julio de 1996, Eric Robert Rudolph, un terrorista que luego puso una bomba en una discoteca para lesbianas y en dos clínicas de aborto, colocó una mochila verde que contenía una bomba de tubo cargada de fragmentación debajo de un banco. Jewell estaba trabajando como guardia de seguridad para el evento. Descubrió la bolsa y alertó a los oficiales de la Oficina de Investigación de Georgia. Este descubrimiento fue nueve minutos antes de que Rudolph llamara al 911 para hacer una advertencia. Durante un concierto de Jack Mack, Jewell y otros guardias de seguridad comenzaron a limpiar el área inmediata para que un escuadrón antiexplosivos pudiera investigar el paquete sospechoso. La bomba explotó 13 minutos después, matando a Alice Hawthorne e hiriendo a más de cien personas. Un camarógrafo también murió de un ataque al corazón mientras corría para cubrir el incidente.

## Investigación y los medios de comunicación
Los primeros informes noticiosos elogiaron a Jewell como un héroe por ayudar a evacuar el área después de detectar el paquete sospechoso. Tres días después, el Atlanta Journal-Constitution reveló que el FBI lo estaba tratando como un posible sospechoso, basándose en gran medida en un perfil criminal de «terrorista solitario». Durante las próximas semanas, los medios de comunicación se enfocaron agresivamente en él como el presunto culpable, etiquetándolo con el término ambiguo «persona de interés», analizando su vida para que coincidiera con el perfil de «terrorista solitario» filtrado que el FBI había utilizado. Los medios, en diversos grados, retrataron a Jewell como un oficial de la ley fracasado que pudo haber colocado la bomba para poder «»encontrarla» y ser un héroe.
Una investigación del Departamento de Justicia sobre la conducta del FBI, descubrió que el FBI había tratado de manipular a Jewell para que renunciara a sus derechos constitucionales diciéndole que estaba participando en una película de capacitación sobre detección de bombas, aunque el informe concluyó que «no hubo violación intencional de los derechos civiles del señor Jewell y no hubo mala conducta criminal».
Jewell nunca fue acusado oficialmente, pero el FBI revisó minuciosa y públicamente su casa dos veces, interrogó a sus asociados, investigó sus antecedentes y mantuvo vigilancia sobre él las 24 horas. La presión comenzó a disminuir solo después de que los abogados de Jewell contrataran a un exagente del FBI para administrar un polígrafo, que Jewell aprobó.
El 26 de octubre de 1996, el fiscal investigador de los Estados Unidos, Kent Alexander, en un acto extremadamente inusual, envió a Jewell una carta formalmente aclarándole que «basándose en la evidencia desarrollada hasta la fecha... Richard Jewell no es considerado un objetivo de la investigación penal federal sobre el atentado con bomba del 27 de julio 1996, en el Centennial Olympic Park en Atlanta».

## Casos de difamación
Después de su exoneración, Jewell presentó demandas contra los medios de comunicación que, según él, lo habían acusado y exhibido, principalmente a NBC News y The Atlanta Journal-Constitution, e insistió en una disculpa formal por parte de ellos.
En 2006 Jewell dijo que las demandas no eran por dinero y que la gran mayoría de los acuerdos fueron a abogados o impuestos. Dijo que las demandas eran para limpiar su nombre.

### Richard Jewell contra Piedmont College
Jewell presentó una demanda contra su antiguo empleador Piedmont College, el presidente de Piedmont College, Raymond Cleere, y el portavoz de la universidad, Scott Rawles. Los abogados de Jewell sostuvieron que Cleere llamó al FBI y habló con los periódicos de Atlanta, proporcionándoles información falsa sobre Jewell y su empleo allí como guardia de seguridad. La demanda de Jewell acusó a Cleere de describir a Jewell como un «fanático con insignia» que «escribiría informes policiales exagerados por infracciones menores». Piedmont College se decidió por una cantidad no revelada.

### Richard Jewell contra NBC
Jewell demandó a NBC News por esta declaración, hecha por Tom Brokaw, «La especulación es que el FBI está cerca de presentar el caso. Probablemente tengan suficiente para arrestarlo ahora, probablemente lo suficiente para procesarlo, pero siempre quieren tener suficiente para condenarlo también. Todavía hay algunos agujeros en este caso». Aunque NBC mantuvo su historia, la cadena acordó pagarle a Jewell quinientos mil dólares.

### Richard Jewell contra New York Post
El 23 de julio de 1997, Jewell demandó al New York Post por 15 millones de dólares en daños, alegando que el periódico lo retrataba en artículos, fotografías y una caricatura editorial como una persona «aberrante» con un «extraño historial de empleo» que probablemente era culpable del atentado. Finalmente acordó con el periódico por una cantidad no revelada.

### Richard Jewell contra Cox Enterprises (Atlanta Journal-Constitution)
Jewell también demandó al periódico Atlanta Journal-Constitution porque, según Jewell, el titular del periódico («El FBI sospecha que un guardia "héroe" puede haber colocado una bomba») «prácticamente comenzó el torbellino». En un artículo el Atlanta Journal comparó el caso de Richard Jewell con el del asesino en serie Wayne Williams. El periódico fue el único acusado que no llegó a un acuerdo con Jewell. La demanda permaneció pendiente durante varios años, después de haber sido considerada en un momento por la Corte Suprema de Georgia, y se había convertido en una parte importante de la jurisprudencia sobre si los periodistas podrían verse obligados a revelar sus fuentes. Los herederos de Jewell continuaron presionando en el caso incluso después de su muerte en 2007, pero en julio de 2011 el Tribunal de Apelaciones de Georgia falló a favor del acusado. El Tribunal concluyó que «debido a que los artículos en su totalidad eran sustancialmente verdaderos en el momento en que se publicaron, aunque las sospechas de los investigadores finalmente se consideraron infundadas, no pueden formar la base de una acción de difamación».

### Jewell contra CNN
Aunque CNN llegó a un acuerdo con Jewell por un monto monetario no revelado, CNN sostuvo que su cobertura había sido «justa y precisa», de acuerdo a los datos y a la información obtenida.

## Consecuencias
En julio de 1997 la fiscal general de los Estados Unidos, Janet Reno, motivada por la pregunta de un periodista en su conferencia de prensa semanal, expresó su pesar por la filtración del FBI a los medios de comunicación que condujo a la presunción generalizada de su culpa y se disculpó directamente diciendo: «Lamento mucho que haya sucedido. Creo que le debemos una disculpa. Lamento la filtración».
El mismo año Jewell hizo apariciones públicas. Apareció en la película de 1997 de Michael Moore, The Big One. Tuvo un cameo en el episodio del 27 de septiembre de 1997 de Saturday Night Live, en el que en broma rechazaba las sugerencias de que era responsable de la muerte de la Madre Teresa y la Princesa Diana.
En 2001 Jewell fue honrado como Gran Mariscal del Carmelo, el desfile del Día de la Independencia de Carmel, Indiana. Jewell fue elegido de acuerdo con el tema del desfile de «Héroes anónimos».
Jewell fue exonerado por completo cuando Eric Rudolph, como parte de un acuerdo de culpabilidad, se declaró culpable, en abril de 2003, de llevar a cabo el ataque con bomba en el Parque Olímpico del Centenario, así como otros tres ataques en el sur de los Estados Unidos. En 2006 el gobernador de Georgia, Sonny Perdue, honró a Jewell por sus esfuerzos de rescate durante el ataque. Perdue dijo que Jewell «merece ser recordado como un héroe».
Jewell trabajó en varios trabajos de aplicación de la ley, incluso como oficial de policía en Pendergrass, Georgia. Trabajó como ayudante del sheriff en el condado de Meriwether, Georgia, hasta su muerte. También pronunció discursos en colegios.
En cada aniversario del atentado hasta su enfermedad y muerte final, colocaría en privado una rosa en el lugar del Parque Olímpico del Centenario donde murió la espectadora Alice Hawthorne.
En noviembre de 2021 se dedicó un monumento en honor a Richard Jewell, así como a otras fuerzas del orden y personal de seguridad, en la plazoleta Colcha del Recuerdo del Parque Olímpico del Centenario.

## Muerte
Jewell fue diagnosticado de diabetes en febrero de 2007 y sufrió insuficiencia renal y otros problemas médicos relacionados con su diagnóstico en los meses siguientes. Su esposa, Dana, lo encontró muerto en el piso de su dormitorio cuando regresaba del trabajo el 29 de agosto de 2007; tenía 44 años. La autopsia encontró que la causa de la muerte fue una enfermedad cardíaca grave con diabetes y complicaciones relacionadas como factor contribuyente.

## Legado
- Artículo «American Nightmare: The Ballad of Richard Jewell», escrito por Marie Brenner en 1997[1]
- Libro The Suspect: An Olympic Bombing, the FBI, the Media, and Richard Jewell, the Man Caught in the Middle, escrito por Kent Alexander y Kevin Salwen, y publicado en 2019[28]
- Película biográfica Richard Jewell, estrenada en los Estados Unidos el 13 de diciembre de 2019,[29] dirigida y producida por Clint Eastwood, escrita por Billy Ray, basada en el artículo «American Nightmare: The Ballad of Richard Jewell» y en el libro The Suspect: An Olympic Bombing, the FBI, the Media, and Richard Jewell, the Man Caught in the Middle.[30][31][32] Jewell es interpretado por Paul Walter Hauser.
- Manhunt: Deadly Games, la segunda temporada de la serie antológica de drama y crimen Manhunt, se centra en la historia del atentado con bomba en Centennial Park y las otras bombas colocadas por Eric Rudolph. Richard Jewell es interpretado por Cameron Britton.[33] Se hace referencia a las acusaciones injustas contra Richard Jewell basadas en un perfil psicológico en la serie Mentes criminales (temporada 3, episodio 1).